# Dichostates partealbicollis
Dichostates partealbicollis är en skalbaggsart som beskrevs av Stefan von Breuning 1978. Dichostates partealbicollis ingår i släktet Dichostates och familjen långhorningar. Inga underarter finns listade i Catalogue of Life.